# Concejo de la Ciudad de Río Rancho
El Concejo de la Ciudad de Río Rancho (en inglés: Rio Rancho City Council) es la autoridad legislativa electo de la ciudad de Río Rancho, Nuevo México al suroeste de los Estados Unidos. Consta de 6 miembros, elegidos en los respectivos distritos de la ciudad sobre una base no - partidista. La forma de gobierno de la ciudad es admite un alcalde y un consejo que funciona como parlamento local. Se reúne en las cámaras del Nuevo Consejo de Río Rancho en el cuadrante noroeste de la ciudad.

## Miembros actuales
| Nombre         | Posición   | Partido             | Inicia | Opta por la reelección |
| -------------- | ---------- | ------------------- | ------ | ---------------------- |
| Greggory Hull  | Alcalde    | Partido Republicano | 2014   | 2018                   |
| Chuck Wilkins  | Districo 1 | Partido Republicano | 2012   | 2016                   |
| Dawn Robinson  | Distrito 2 | Partido Republicano | 2014   | 2018                   |
| Cheryl Everett | Distrito 3 | Partido Republicano | 2014   | 2018                   |
| Mark Scott     | Distrito 4 | Partido Republicano | 2012   | 2016                   |
| Shelby Smith   | Distrito 5 | Partido Republicano | 2014   | 2018                   |
| Lonnie Clayton | Distrito 6 | Partido Republicano | 2012   | 2016                   |